# 王竹亭
王竹亭（1904年2月15日—1992年9月11日），字绍庄，号雅轩。直隶安肃（河北省徐水县商庄村）人。中华人民共和国铁路学家。

## 生平

### 民国时期
1919年，考入了保定育德中学。1923年毕业后，又考上了天津北洋大学名列第二、北京工业大学名列第一、北京师大亦名列前茅。但因家庭困难，均未入学。同年为获取公费，他考入北京交通大学二年制俄文专科班，专修俄文。1925年，考入中苏哈尔滨工业大学学习铁道工程。1929年，中俄铁路招考俄文翻译，成绩名列第二。1930年，因学习优异毕业，留校任教。1932年，留学美国密歇根大学，次年获工程硕士学位，在巴爾的摩與俄亥俄鐵路实习。1933年，留学德国柏林高等工科学校，随铁路选线设计专家密勒博士进修。因不满1935年希特勒上台后的德国种族歧视政策，1935年终止学业回国，回国参与国内铁路选线。
经当时中华民国铁道部长叶恭绰推荐，到粤汉铁路株韶段工程局工作。从1935年起，到1941年间，先后在粤汉铁路株韶段、川湘铁路筹备处、京赣铁路、天成铁路、綦江铁路、宝天铁路等工程局工作。由于精通俄文、英文、德文，他被局长淩鸿勋举荐担任副工程司、正工程司、工程分段段长、测量领队。1941年，王竹亭受铁道部委任，筹划西北大铁路的测量、设计工作。1941年后，到西北公路、甘新公路、南疆公路等工作，历任科长、处长、总工程师等职。1945年，因赶修南疆公路有功，被授予“景星勋章”。
1945年8月14日，中華民國国民政府与苏联政府签订《中苏友好同盟条約》与《中华民国与苏维埃社会主义共和国联邦关于中国长春铁路之协定》，中东铁路和旧南满铁路两线，改称中国长春铁路，简称“中长铁路”，成立了中长铁路理监事会，由中苏共同经营，以30年为期，期满后无条件全部归中国政府接管。业务“仅由中国政府派定之副局长在沈阳负责办理。”1945年9月22日在长春成立了中国长春铁路公司理事会，苏方代表加里宁中将。10月11日，东北行营进驻长春，行营经济委员会主任委员張嘉璈任中长铁路理事长。1945年12月，国民政府派王竹亭为中长铁路局中方副局长，另有国方职员10人到哈尔滨参加中长铁路局管理工作。。1946年4月下旬，王竹亭随苏军撤离哈尔滨，后在沈阳成立中长铁路副局长办公处，办理国军接收区域内的中长线的运输事宜。1948年，中长铁路局代局长王竹亭在台湾参加中国工程师年会后，选择回到北平，保护中长路财产，准备向人民政府交接。1949年2月初北平和平解放后，由于王竹亭能够按照党的要求妥善地办理了中长铁路移交手续，受到中央军委铁道部“移交出力，保管有功”的嘉奖，并于1949年2月20日，出席了董必武、叶剑英等领导为北平民主人士举办的宴会。铁道部副部长武兢天亲自拜访，王竹亭欣然接受。

### 人民共和国时期
中华人民共和国成立后，周恩来派王竹亭到铁道部任职。1950年9月至1953年1月，担任西北军政委员会铁路干线工程局副局长。1951年，赴西北干线铁路工程局，任副局长兼总工程师，分管工程计划，技术设计天兰铁路和宝天线行车事宜。领导新中国成立后的第一条干线铁路的建设工作。1952年9月29日，天兰铁路正式通车。王竹亭荣获通车奖。
1953年，应邀调任唐山铁道学院建筑系主任、教授。1959年，任北京铁道学院（现北京交通大学）教授。1984年，当选为中国地方铁路协会副会长，同年增补为全国政协委员。1988年，继续当选为第七届全国政协委员。1992年9月11日，王竹亭在北京逝世，享年88岁。
著有《铁路选线及计划学》、《铁路设计》、《铁道工程》等著作，主编有《铁路辞典》。